# Peyla
Peyla war ein Feldmaß auf der britisch-ostindischen Insel Ceylon.
- 1 Peyla = 27,663  Are  = 80  Laha
- 4 Peyla = 1 Ammonam